# 出原洋三
出原 洋三（いずはら ようぞう、1938年9月23日 - ）は、日本の経営者。日本板硝子社長、会長を務めた。

## 来歴・人物
大阪府出身。1962年に京都大学法学部を卒業し、同年に日本板硝子に入社した。1996年6月に常務に就任し、1998年6月には社長に就任。2004年6月には会長に就任し、2010年6月には相談役に就任。